# 町田慎吾
町田 慎吾（まちだ しんご、1981年3月25日 - ）は、日本の俳優、ダンサー、振付師、アクセサリーデザイナー。東京都出身。
ジャニーズJr.内ユニット「Musical Academy（略称・MA）」の元リーダー。血液型A型。身長171cm、体重60kg。

## 来歴

### 略歴
- 1994年10月16日、13歳でジャニーズ事務所に入所する。ジャニーズJr.としてテレビやコンサートなどで先輩のバックダンスの活動を開始。
- 1997年、少年隊PLAYZONE'97 RHYTHM IIにて初舞台。2005年までPLAYZONEにほぼ毎年参加、カンパニーを支える。
- 1997年9月より、事務所の京都長期公演Kyo to Kyoの初代メインメンバーとして抜擢される。公演期間中は京都に滞在。
- 1999年、Musical Academyの初代メンバーに選ばれる。その後リーダーとしてグループをまとめる。
- 2000年1月から5月の間「ダンスをもっと極めたい。外部でどこまで通用するか知りたい」という理由で事務所を辞めていたことがある[注釈 1]。
- 2000年の初回公演より2012年まで長期に渡り堂本光一主演SHOCKシリーズにレギュラーとして参加、SHOCKカンパニーを支える。
- 2007年12月22日に「いん頭炎および、横紋筋融解症」と大阪市内の病院で診断され、そのまま緊急入院したが、同年12月26日に退院した[2]。
- 2015年2月22日、ジャニーズ公式携帯サイトの連載に退所を予想させる表現があり[注釈 2]、その日記を最後に更新が止まる。
- 2015年3月5日、公式携帯サイトよりプロフィールや連載が消える。状況から2015年2月末で事務所との契約が終了との見方が強い[3]。
- 2015年3月25日、長年支えてくれた方へ感謝を伝える為にTwitterを開設[注釈 3]。同4月、事務所とは良好な関係のままで新しく仕事を始めると伝え、事実上円満に事務所から離れたことを報告。
- 2015年6月、デザイナー「Cindy」の名義で、アクセサリーブランド【LOL】(ロル)を発表。初の受注会を開催。
- 2015年9月、アクセサリーブランドのブランド名とロゴを【CindyLOL】（シンディーロル）に変更することを発表。
- 2015年9月公演のAZUMI 幕末編 にて、俳優として復帰[4]。
- 2016年3月25日、町田慎吾オフィシャルサイト正式オープン。(2019年3月末終了)
- 2019年3月【町田慎吾オフィシャルチャンネル】をニコニコ動画で開設[5]。
- 2019年3月、舞台【紅葉鬼】に初の演出として参加を発表。
- 2019年9月1日、ほさかよう・佐藤永典と共に、ユニット『町田と佐藤、あとほさか。』立ち上げ発表。
- 2024年2月14日、屋良朝幸と14年ぶりタッグで新プロジェクト「wakA-Zcre」（ワカヅクリ）を発足。[6]

### 仕事・交友
- 1994年から2015年までジャニーズジュニアとして所属。先輩のコンサートのジュニアコーナーでジュニア曲を任され始めたのは1997年初頭。その後「ジャニーズmiddleジュニア」、「TOKYO浜松町」などを経て、MAのリーダーを務めた。
- 無類のダンス好きで、ダンスに出会ってからはダンスのことしか頭になくなっていたが、のちのち、ダンスが好きというよりダンスに感情が乗ることが好きで、芝居に興味を持ってからは同じことだと気づき、近年は「表現することが好きだ」と答えている[7]。
- ダンスのスキルを生かし、舞台などで振付の仕事をすることもある[8][9]。
- 嵐の大野智とはオーディション日が同じ同期であり、同じ高校に入学するほどの仲良しで、かつて京都公演時代には共同生活を送っていた期間がある。お互いを「親友」と言い合い、心の友と言う意味で「心友」という表現を度々使用している。
- 長年支えてきた舞台SHOCKシリーズへの想いが深く、座長・堂本光一への尊敬が強い。舞台・眠れない羊のパンフレットでは、あなたの大好きな作品を教えてくださいという問いに対して「Endless SHOCK」と答えている。
- 執筆することが好きで、ジャニーズ退社後は、芝居・アクセサリーの仕事と同時に、友人の自費出版【LIFEBOOK】を手がける会社にてライターの仕事を行ったことをツイートの中で報告していた。[10]。

### 人物
- ふんわりとしていて控え目だが、意志が強く真面目で努力家。演じることへの情熱は高く、脚本・演出家のほさかようはインタビュー記事で 「彼はすごく真面目なんだけど、とってもエネルギーが高くて、お芝居や好きなことを話すと二段階くらいギアが上がる。またその顔つきがカッコ良くてキラキラしているんです。お芝居の真ん中にいる人はやっぱりそういう人がいい。」と語っている[11]。また「小さなお茶会。」のインタビュー記事では「まっちーは年上・年下に関わらず共演者には必ず敬意を払う役者さん。でも、正しいプライドを持っているから、相手に全てを丸投げするようなことはないし、自分の役の責任は絶対に果たしてくれる。」と語っている[12]
- 真摯で礼儀正しいという共演者談話は多く、JOEカンパニー主催小野寺丈は自身のブログにて「町田慎吾という演者は、稽古場でも集中して懸命で真摯に取り組み、劇場に入ってからも死に物狂いで、その期間をストイックに過ごしています。そして、攻めの姿勢で人生を歩み、自らの手で切り開こうとしています。チャラチャラしている人より、ストイックに死に物狂いに仕事と対峙している人の方が、誰もが好感を覚えるでしょう。」と語っている[13]。
- 謙虚で人への感謝の念が強い。舞台「AZUMI幕末編」のパンフレットでは、自分だけの掟(ジンクス)は何かという質問に「人に感謝をして生きる」と答えている。別のインタビュー記事でも「今のモチベーションは支えてくれている人たち」と答えている[14]。
- 信念は常に全力。舞台「戦国御伽絵巻『ヒデヨシ』」のインタビュー記事内で"自身の戦い方"について、「その時にできる全力を絶対に出す。例えば、もし自分がこの作品を最後に死んでしまったとしても、“これで良かった”と言えるようにそこに全部費やす。それが僕の信念。周りの人からは“早死にする”なんて言われるんですけどね（笑）」と答えている[15]。
- 甘いもの好きのエピソードが多く、公演中毎日のようにチョコクレープを食べていたとの共演者談もある[注釈 4]。
- 家では物心ついた頃よりずっとペットを飼っており、犬も猫も、動物は大好きと述べている[14]。

## 出演
※Musical Academyでの活動については、Musical Academyを参照。

### 舞台・ショーなど
- 1997年
  - PLAYZONE'97 -RHYTHM II- (1997年7月12日 - 8月11日、青山劇場・フェスティバルホール)
  - ジャニーズ・ファンタジー Kyo to Kyo '97 杮落し特別公演 オールジャニーズJr.公演 (1997年8月29日、シアター1200)
  - ジャニーズ・ファンタジー Kyo to Kyo '97 秋公演 (1997年9月3日 - 12月10日、シアター1200) - 牛若丸 役
  - ジャニーズ・ファンタジー Kyo to Kyo '97 TOKYO浜松町ゲスト公演 (1997年10月19日、シアター1200)
- 1998年
  - ジャニーズ・ファンタジー Kyo to Kyo '98 プレビュー公演 (1998年3月30日 - 4月4日、シアター1200)
  - PLAYZONE'98 -5 nights- (1998年7月12日 - 8月17日、青山劇場・大阪フェスティバルホール) - ウィリーウォン役
  - SHOW劇'98 -MASK- (1998年12月4日 - 26日、滝沢秀明主演、松竹座)
- 1999年
  - SHOW劇'99 -MASK- (1999年1月6日 - 31日、堂本光一主演、日生劇場) - ケン 役
  - PLAYZONE'99 -Goodbye&Hello- (1999年7月11日 - 8月15日、青山劇場・フェスティバルホール) - ヒロ・岡本役(二役)、バーテンダーB役
- 2000年
  - PLAYZONE'00 -THEME PARK- (2000年7月16日 - 8月20日、青山劇場・フェスティバルホール) - 長江役
  - MILLENNIUM SHOCK (2000年11月2日 - 26日、帝国劇場)
- 2001年
  - PLAYZONE'01 -新世紀- (2001年7月14日 - 8月17日、青山劇場・フェスティバルホール)
  - SHOW劇・SHOCK (2001年12月1日 - 2002年1月27日、帝国劇場)
- 2002年
  - PLAYZONE'02 -愛史- (2002年7月14日 - 8月15日、青山劇場・フェスティバルホール)
  - My Mirage (2002年9月12日 - 16日、神奈川ドームシアター)
- 2003年
  - 青木さん家の奥さん (2003年5月29日 - 6月15日、東京グローブ座・大阪厚生年金芸術ホール) - テンパリ 役
  - PLAYZONE'03 -VACATION- (2003年7月14日 - 8月17日、青山劇場・大阪フェスティバルホール)
- 2004年
  - Shocking SHOCK (2004年2月6日 - 29日、帝国劇場)
  - 真夏の夜の夢 (2004年5月30日 - 6月12日、東京グローブ座) - 妖精パック 役
  - スカパン LES FOURBERIES DE SCAPIN (2004年8月29日 - 9月18日、松本芸術文化会館杮落し・東京グローブ座) - オクターヴ 役
  - My Mirage II (2004年10月15日 - 19日、東京厚生年金会館) - ジャック役
- 2005年
  - Endless SHOCK (2005年1月8日 - 2月28日、帝国劇場)
  - PLAYZONE'05 〜20th Anniversary〜Twenty Years… (2005年7月6日 - 8月17日、青山劇場・大阪フェスティバルホール)
  - FAME (2005年11月19日 - 12月2日、東京芸術劇場中ホール・大阪 シアターBRAVA!) - シュロモ 役
- 2006年
  - Endless SHOCK (2006年2月6日 - 3月29日、帝国劇場)
  - 忍者イリュージョン NARUTO -ナルト- (2006年5月4日 - 21日、東京 ゆうぽうと・大阪 シアターBRAVA!) - サスケ 役
  - FAME(再演) (2006年11月11日 - 26日、名古屋・福岡・大阪・東京芸術劇場)- シュロモ 役
- 2007年
  - Endless SHOCK (2007年1月6日 - 2月28日、帝国劇場) - マチダ役
  - サバイバル☆アイランド (2007年5月11日 - 6月3日、サンシャイン劇場・兵庫県芸術文化センター) - アンガ 役
  - ＠THE globe Project Vol.3「恋愛模様/守ってください」 (2007年12月1日・2日、東京グローブ座) - 主任・長嶋トレーナー役
- 2008年
  - Endless SHOCK (2008年1月6日 - 2月26日、帝国劇場) - マチダ役
  - フルハウス (2008年5月2日 - 6月1日、東京グローブ座・兵庫県立芸術文化センター) - ケムマキ役
- 2009年
  - Endless SHOCK (2009年2月5日 - 3月30日、帝国劇場) - マチダ 役
- 2010年
  - Endless SHOCK (2010年2月14日 - 3月30日・7月4日 - 7月31日、帝国劇場) - マチダ 役
- 2011年
  - Endless SHOCK (2011年2月5日 - 3月31日、帝国劇場) - マチダ役
  - JOE Company Hearts-ハーツ- (2011年8月19日 - 9月20日、名古屋・大阪・福岡・沖縄・京都・東京) - 大久保峡 役
- 2012年
  - Endless SHOCK (2012年1月7日 - 1月31日・2月7日 - 4月30日、博多座・帝国劇場) - マチダ役
  - トライフルエンターテインメントプロデュース Panelist Drive (2012年5月30日 - 6月3日、新宿シアターサンモール) - 伊刈修二 役
  - JOE Company ドメスティック・パレード (2012年7月14日 - 22日、青山円形劇場)- 夏目紳 役
  - CLUB SEVEN 8th Stage! (2012年8月12日 - 9月5日、東京シアタークリエ・大阪シアタードラマシティ・名古屋・横須賀・福岡)
  - トライフルエンターテインメントプロデュース 双牙〜ソウガ〜 (2012年10月4日 - 9日、シアター1010) - オウカ 役 (座長)
- 2013年
  - 私のダーリン (2013年3月26日 - 4月25日、東京シアタークリエ・兵庫・大阪・愛知・福岡)
  - JOE Company's 10th Anniversary Tour 2013 7-ナナ- (2013年8月28日 - 10月13日、東京・札幌・名古屋・京都・大阪・広島・宮古島・福岡) - 飛田役、四堂役(日替わり)
  - トライフルエンターテインメントプロデュース「双牙〜ソウガ〜零」 (2013年11月13日 - 17日、シアター1010) - オウカ 役 (座長)
  - CLUB SEVEN 9th stage! (2013年12月1日 - 27日、東京・大阪・福岡・愛知)
- 2014年
  - CLUB SEVEN 10th Anniversary Party (2014年1月5日、帝国ホテル東京)
  - トライフルエンターテインメントプロデュース 双牙〜ソウガ〜(再演) (2014年4月9日 - 16日、シアター1010) - オウカ 役 (座長)
  - トライフルエンターテインメントプロデュース 双牙〜ソウガ〜 体感型謎解きイベント (2014年5月23日 - 25日、全労済ホールスペース・ゼロ) - オウカ 役
  - 劇団ワンツーワークス #14 「海のてっぺん」 (2014年11月20日 - 30日、吉祥寺シアター) - 宮田一郎 役 (主演)
  - LAUSU×空想組曲「眠れない羊」 (2014年12月10日 - 14日、CBGKシブゲキ!!) - 小塚 役 (座長)
  - LAUSU×空想組曲「眠れない羊」Npo法人札幌えんかん会員限定観劇会 (2014年12月22日 - 23日、かでるホール) - 小塚 役 (座長)
- 2015年
  - AZUMI 幕末編 (2015年9月11日 - 24日、新国立劇場 中劇場) - 滝沢欣也、近藤勇(2役)[16]
  - 空想組曲vol.12「小さなお茶会。」(2015年12月5日 - 13日、CBGKシブゲキ!!) - あきら 役[12]
  - トライフルエンターテインメントプロデュース「魔王ロス症候群」 (2015年12月23日 - 29日、シアターサンモール) - ヴェルゴーン 役
  - 斬新カウントダウンスペシャル【AZUMI ニューイヤーパーティー】 (2015年12月31日 - 2016年1月4日、Zeppブルーシアター六本木)
- 2016年
  - つかこうへい七回忌特別公演「引退屋リリー」 (2016年2月18日 - 3月7日、紀伊國屋ホール) - 慎之介 役[17]
  - 演劇集団イヌッコロ showcase vol.4「トラベルモード」 (2016年3月30日 - 4月3日、テアトルBONBON) - エディ 役 (主演)
  - CHARGE LIVE vol.23 15th Anniversary「snow〜returns〜」 (2016年5月12日 - 15日、萬劇場)
  - 劇団ワンツーワークス #19 「パラサイト・パラダイス」 (2016年6月23日 - 7月3日、中野ザ・ポケット) - 山科明良 役
  - ホチキスプロデュース「HUNGRY〜伝説との距離〜」 (2016年7月21日 - 24日、CBGKシブゲキ!!) - 御手洗卓 役
  - トライフルエンターテインメントプロデュース「ハロー，イエスタデイ 再演」 (2016年8月24日 - 31日、シアターサンモール) - 浜崎一平 役 (主演)
  - 戦国御伽絵巻「ソロリ」〜妖刀村正の巻〜 (2016年11月2日 - 6日、シアターサンモール) - 豊臣秀吉 役[18]
  - MIRACLE FANTASY SHOW ACT 「Silver Star, Silver Moon, Silver Snow」 (2016年12月14日 - 21日、博品館劇場)
- 2017年
  - 伊賀の花嫁 (2017年1月13日 - 22日、博品館劇場) - 伊賀三四郎 役 (主演)[19]
  - KMP planning ACT.1 舞台「ライ」 (2017年5月3日 - 7日、中野ザ・ポケット) - ハク 役 (主演)
  - 森新吾 新プロジェクト「ダンスカンタービレ」(2017年5月17日、博品館劇場) 日替わりゲスト
  - 劇団ホチキス旗揚げ20周年記念公演第二弾 「あちゃらか」 (2017年6月3日 - 18日、吉祥寺シアター) - 蔦屋重三郎 役 (座長)
  - 戦国御伽絵巻「ヒデヨシ」 (2017年8月5日 - 13日、紀伊國屋ホール) - 木下秀吉 役 (主演)[15]
  - TAIYO MAGIC FILM 第12回公演「時分自間旅行」 (2017年9月22日 - 10月1日、赤坂RED/THEATER) -  岡西良斗 役 (主演)
  - DIAMOND☆DOGS 15th Anniversary Series Super“D-☆” Cruising Show Special DANCE OPERA「SWAN 2017」 (2017年10月25日 - 29日、シアター1010)
  - 舞台「ピッッツァ★」(2017年12月22日 - 30日、シアターサンモール) -  蒔田信至 役 (主演)
- 2018年
  - 伊賀の花嫁 その二 「鬼は外」編 (2018年1月24日 - 2月4日、俳優座劇場)  - 伊賀三四郎 役 (主演)
  - 方南ぐみ企画公演 舞台「THE 面接」 (2018年4月15日、三越劇場) - 日替わりゲスト
  - 演劇集団イヌッコロ 第12回本公演「となりのホールスター」 (2018年5月8日 - 13日、中野ザ・ポケット)  -  (主演)
  - 劇団ホチキス「あちゃらか2～ねずみの唄は花火と共に 篇～」 (2018年6月20日 - 24日、博品館劇場) - 蔦屋重三郎 役 (座長)
  - CHARGE LIVE vol.25「OUT」(2018年8月26日 - 9月2日、萬劇場)
  - オフィス上の空プロデュース キ上の空論＃9「みどり色の水泡にキス」 (2018年10月17日 - 24日、あうるすぽっと)  -  (主演)[20]
  - 「アクトカンタービレ scene1 ～ Smoky Dog ～」(2018年11月22日 - 25日、サイエンスホール)
  - dopeAdope step.3「スーパーノバ」(2018年11月28日・29日、池袋シアターグリーン base theater) - 日替わりゲスト
  - 「ダンスカンタービレ 2018」(2018年12月12日 - 16日、博品館劇場)
- 2019年
  - 伊賀の花嫁　その三「ズルい女」編 (2019年2月2日 - 11日、三越劇場)  - 伊賀三四郎 役 (主演)
  - アクトカンタービレscene2『golden lemonade』(2019年5月9日 - 13日、博品館劇場)
  - 「ぼくのタネ2019」(5月24・25日、6月2日、赤坂RED/THEATER) - 日替わりゲスト
  - ピウス企画「ヒューマンエラー」(2019年8月8日 - 18日、中野ザ・ポケット)  -  福崎 巡 役 (主演)
  - オフィス上の空プロデュース キ上の空論#11「紺屋の明後日」(2019年9月20日 - 29日、あうるすぽっと)
  - dopeⒶdope step.4「ドープアウト」(2019年10月30日 - 11月4日、池袋シアターKASSAI) - ゲスト
  - 町田と佐藤、あとほさか。「溶けてゆく弟」(11月27日 - 12月3日、シアター711)
- 2020年
  - 伊賀の花嫁 その四「シングルベッド」編 (2020年1月22日 - 29日、俳優座劇場)  - 伊賀三四郎 役 (主演)
  - 朗読劇「青空」(2020年2月2日、俳優座劇場)
  - ピウス企画「ライフメイカー」(2020年3月13日 - 22日、池袋シアターKASSAI)  -  (主演)
  - 朗読劇「青空」(2020年8月23日、三越劇場) 中止[21]
  - 劇団ホチキス「銭に向け叫ぶ2020」(2020年9月24日 - 10月4日、東京芸術劇場 シアターイースト)
  - FUJI×3 ACT FESTIVAL「MONOCHROME MAN」(10月22日 - 25日、すみだパークシアター倉)[22]2021年に延期[23]
- 2021年
  - 伊賀の花嫁 冬の陣2021「言いわけ編」(2021年1月14日 - 24日、シアターサンモール )中止[24]
  - 伊賀の花嫁企画公演(朗読公演)【三四郎のお見合い】(2021年6月15日、俳優座劇場)
  - 朗読劇「青空」（2021年6月22日、俳優座劇場)
  - FUJI×3 ACT FESTIVAL「MONOCHROME MAN」(2021年7月7日 - 11日、すみだパークシアター倉)
  - dopeⒶdope step.5「サマーキーパー」(2021年7月28日 - 8月4日、新宿御苑サンモールスタジオ) - ゲスト
- 2022年
  - 伊賀の花嫁 THE FINAL ここにいるぜぇ編（2022年1月29日 - 31日、2月4日 - 6日、俳優座劇場）  - 伊賀三四郎 役 (主演)
  - 水木英昭プロデュース 蘇州夜曲2022（2022年9月15日 - 19日、紀伊国屋ホール）
  - センチュリープラント2022 (2022年11月23日 - 27日、シアターサンモール)
- 2023年
  - 【CLUB SEVEN 20th Anniversary】（2023年2月8日 - 28日、シアタークリエ）
  - キ上の空論 10周年記念公演「幾度の群青に溺れ」（2023年7月5日 - 9日、新宿・紀伊國屋ホール） - 主演・太田マドカ 役（高柳明音とのW主演）[25]
- 2024年
  - 伊賀の花嫁 その六「そうだ! We're Alive」編（2024年1月17日 - 21日、俳優座劇場）[26]
  - 『Endless SHOCK』 (2024年5月9日、帝国劇場) - 特別カーテンコールにサプライズゲスト[27]
  - 『wakA-Zcre -creation A-』(2024年5月25日・26日、ステラボール)
  - 【Hitomi Kuroki dinner show】(2024年9月28日・26日、ANAクラウンプラザホテル大阪)
  - 【ヒューマンエラー】（2024年10月9日 - 15日、シアターグリーンBIG TREE THEATER）  -  (主演)
  - 「多重面奏」-町田慎吾30周年記念公演-（2024年11月13日 - 17日、シアター・アルファ東京）[28]
  - ミュージカル「ブルーサンタクロース」（2024年12月12日 - 18日、東京キネマ倶楽部）  - グレーサンタ 役
- 2025年
  - 【ウチクリ准教授の演劇研究室】（2025年1月19日、レインボー赤羽スタジオ）  - ゲスト
  - 『wakA-Zcreプロジェクトメンバーズクラブ パーティー』（2025年3月8日、CITY HALL GOTANDA）
  - 錦織一清 祝還暦 Disco Lunch・Dinner Party 〜若さの赤 抱きしめてTonaide〜（2025年5月21日・22日：ヒルトン東京お台場）[29]

- - キ上の空論「人骨のやらかい」（2025年6月12日 - 17日、紀伊國屋サザンシアター TAKASHIMAYA）[30]

### コンサート
- 1994年
  - TOKIO日本武道館コンサート「TOKIOと楽しい時代を」 (1994年11月2日)
- 1995年
  - SMAP'95 「Summer Minna Atsumare Party」 (1995年7月26日 - 9月3日)
  - V6 デビューイベント 「SING FOR THE PEOPLE」  (1995年11月1日)
  - KinKi Kids「キンキらキンにKinKi Kids96」 (1995年12月26日 - 1996年1月15日)
- 1996年
  - TOKIO CONCERT TOUR 1996「BLOWING」 (1996年3月20日 - 5月3日)
  - KinKi Kids '96 夏だ! 全員集合!  (1996年7月24日 - 8月31日)
  - V6 「HAPPY GREETING」 (1996年12月24日 - 1997年1月12日)
  - 20th Century「HAPPY GREETING」 (1996年12月25日 - 1月8日)
  - V6 COUNT DOWN '97 (1996年12月31日、神戸ワールド記念ホール)
  - KinKi Kids SHOW「ガッツ!」SHOW (1996年12月26日 - 1997年1月7日)
- 1997年
  - TOKIO SPRING CONCERT 「WILD & MILD」 (1997年3月20日 - 4月6日)
  - KinKi Kids 「KINKI Kiss In Dream Spring SHOW」 (1997年3月25日 - 5月5日)
  - V6 「春1番コンサート」 (1997年3月27日 - 5月4日)
  - TOKIO SUMMER CONCERT 「夏祭り'97」 (1997年8月14日 - 9月28日)
  - TOKIO WINTER CONCERT 「BOYS & GIRLS〜この指とまれ!〜」 (1997年12月20日 - 1998年1月7日、名古屋・大阪のみ出演)
  - ジャニーズ　カウントダウン・コンサート (1997年12月31日、東京宝塚劇場)
- 1998年
  - V6 「GENERATION GAP」 (1998年1月2日 - 1月15日)
  - 東京宝塚劇場ファイナル公演「ジャニーズ祭り」 (1998年1月1日 - 1月18日、東京宝塚劇場)
  - LAWSON PRESENT ジャニーズJr.1stコンサート (1998年2月1日 - 2月15日)
  - Johnny's Jr. Summer Concert'98 (1998年7月29日 - 8月24日)
  - Johnny's Concert Tour‘98「20th Century」 (1998年9月5日 - 10月24日)
- 1999年
  - TOKIO SPRING CONCERT'99 「君を想うとき〜Heaven TOUR」 (1999年3月26 - 6月18日、収録のあった武道館は不参加)
  - Johnnys' Senior Junior Fresh Spring Concert'99 (1999年5月2日 - 6月20日)
  - V6 Summer concert (1999年8月9日-26日)
  - ジャニーズJr. 特急(109)投球(109)コンサート 東京ドームに大集合!! (1999年10月9日)
  - 20th Century CONCERT TOUR <WISHES> (1999年12月 - 2000年1月)
  - 赤坂晃 X'mas ディナーショー (1999年12月25日 - 27日、東京全日空ホテル・大阪帝国ホテル)
  - J-FRIENDS COUNTDOWN (1999年12月31日)
- 2000年
  - V6 summer 2000 “HAPPY”(2000年9月)
  - Johnny's Jr. 〈東阪名〉3大ドームCONCERT (2000年9月3日 - 10月15日)
  - 赤坂晃 X'mas ディナーショー (2000年12月21日 - 27日、東京全日空ホテル・大阪帝国ホテル)
  - J-FRIENDS COUNTDOWN (2000年12月31日)
- 2001年
  - V6 winter concert “Very best”(2001年1月2日 - 1月8日)
  - TOKIO LIVE TOUR 2001どいつもこいつもTKO (2001年2月3日 - 4月11日)
  - KinKi Kids RETURNS！ 2001 concert in HONG KONG (2001年5月8日 - 9日)
  - 風雲再起近畿小子 2001 台北演唱會 (2001年5月11日 - 5月13日)
  - 赤坂晃＆MA X'mas ディナーショー (2001年12月25日 - 26日、東京全日空ホテル・大阪帝国ホテル)
  - KinKi Kids Dome Concert 2001 - 2002 みんな元気かい？ (2001年12月27日 - 2002年1月1日)
  - J-FRIENDS COUNTDOWN (2001年12月31日)
- 2002年
  - TOKIO LIVE TOUR 2002 - 5AHEADS - (2002年2月3日 - 2002年3月31日)
  - 東山紀之DINNER SHOW (2002年12月11日 - 28日、東京全日空ホテル・札幌など)
  - 赤坂晃＆MA X'mas ディナーショー (2002年12月25日 - 26日、東京全日空ホテル・大阪帝国ホテル)
- 2003年
  - TOKIO LIVE TOUR 2003 - GRIDER - (2003年2月1日 - 2003年3月30日)
- 2004年
  - KOICHI DOMOTO LIVE TOUR 2004 1/2 (2004年3月29日 - 2004年5月5日)
  - KinKi Kids DOME TOUR 2004-2005 -font de Anniversary- (2004年12月18日 - 2005年1月1日)
- 2005年
  - Johnnys Theater “MA 1st LIVE 2005” (2005年8月28日、Johnnys Theater)
  - KinKi Kids Winter Cncert 2005-2006 H TOUR -Have A Nice Day- (2005年12月24日 - 2006年1月1日)
  - 見なきゃソンSONG PRIDEかけてジャニーズ歌合戦 at TOKYO DOME since 1998 (2005年12月31日 - 2006年1月1日、東京ドーム)
- 2006年
  - KOICHI DOMOTO CONCERT TOUR 2006 mirror The Music Mirrors My Feeling (2006年9月13日 - 10月30日)
  - KinKi Kids CONCERT TOUR 2006〜2007 Harmony of Winter -iD- (2006年12月25日 - 2007年1月1日)
  - ジャニーズカウントダウン2006-2007 (2006年12月31日 - 2007年1月1日、東京ドーム)
- 2007年
  - 2007謹賀新年あけましておめでとうジャニーズJr.大集合 (2007年1月2日)
- 2008年
  - KinKi Kids「キンキキッズ 緊急全国ツアー　KinKi you コンサート。」 (2008年7月21日 - 11月23日)
  - KinKi Kids「キンキキッズ 緊急全国ツアー　KinKi you コンサート。東京・大阪第2弾」 (2008年11月30日 - 2009年1月1日)
- 2009年
  - 堂本光一 CONCERT TOUR 2009 Best Performance And Music (2009年8月15日 - 10月12日)
  - KinKi Kids CONCERT TOUR J (2009年12月18日 - 2010年1月11日)
  - 吠えろ!ジャニーズ虎の巻 東西ドーム10万人集結!!超豪華年越し生歌合戦 (2009年12月31日 - 2010年1月1日、東京ドーム)
- 2010年
  - KOICHI DOMOTO CONCERT TOUR 2010 BPM (2010年9月11日 - 11月14日)
  - KinKi Kids 2010-2011 〜君も堂本FAMILY〜 (2010年12月8日 - 2011年1月10日)
  - 跳べ!ジャニーズ 嵐を呼ぶ年越し生歌合戦だピョン!! (2010年12月31日 - 2011年1月1日、東京ドーム)
- 2011年
  - KOICHI DOMOTO 2011 BPM (2011年10月1日・2日、台北)
  - King・KinKi Kids 2011-2012 (2011年12月25日 - 2012年1月1日)
  - リュウ達来ちゃいなよ!ジャニーズ東西ドーム年越し生歌合戦!! (2011年12月31日 - 2012年1月1日、東京ドーム)

### イベント
- FC限定・町田慎吾 Birthday Event (2017年3月25日)
- 町田慎吾 SOLO STAGE (2018年3月24日・25日)
- 町田慎吾 SOLO STAGE 2019 (2019年3月23・24日、浅草九劇)
- 町田慎吾 SOLO STAGE 2020 --中止--

### テレビ出演
テレビドラマ
- 熱血恋愛道 case.12 (1999年3月28日、日本テレビ) - ダイスケ 役
- 史上最悪のデート第18話 (2001年4月8日、日本テレビ) - 高志 役
- 少年タイヤ内ドラマ「ジプシー」 (2001年11月20日 - 12月18日、フジテレビ) - ウシオ 役
- 劇団演技者。 あの娘ぼくがロングコント決めたらどんな顔するだろう (2005年5月24日 - 6月21日、フジテレビ) - 主演 天野ジャック 役
- はぐれ刑事純情派スペシャル 2007 (2007年12月28日、テレビ朝日) - 原口淳平刑事 役
- はぐれ刑事純情派スペシャル 2009 (2009年12月26日、テレビ朝日) - 原口淳平刑事 役
- ほっとけない魔女たち 第6 - 10話 (2014年9月8日 - 12日、東海テレビ) - 若松隆 役

バラエティ番組・歌番組
- アイドルオンステージ (1995年 - 1997年3月30日、NHKBS2)
- 愛LOVEジュニア (1996年4月8日 - 1998年9月28日、テレビ東京)
- Jr. GOLD (1996年7月28日・8月25日、TBS)
- Music Jump (1997年4月 - 2000年1月、NHKBS2)
- SHOW-NEN J (1997年11月11日、朝日放送)
- 8時だJ (1998年4月15日 - 1999年9月22日、テレビ朝日)
- アイドル☆スーパーステージ〜レッツゴーヤング'98 (1998年10月23日、NHKBS2)
- THE夜もヒッパレ (1999年6月26日 - 2002年9月21日、日本テレビ)
- 少年隊夢 I〜III (1999年10月12日 - 2001年3月20日、フジテレビ)
- 少年タイヤ (2001年4月10日 - 2002年3月19日、フジテレビ)
- ザ少年倶楽部プレミアム (2006年4月23日 - 2012年1月27日、NHKBS2)

CM
- P&G プリングルズ(2003年)城島茂・米花剛史と共演

### 映画
- 7-ナナ-　(2021年公開)[31]

### ラジオ
- ジャニーズJr. アフタースクール女子高生超サイコー裁判SHOW！ (1996年10月7日 - 1997年4月4日、ニッポン放送)
- ゲルゲットショッキングセンター ジャニーズJr.総登場スペシャル (1997年2月21日、ニッポン放送)
- ジャニーズJr. アフタースクール恋の青春花吹雪 (1997年10月6日 - 1998年3月27日、ニッポン放送)
- ジュニア×ジュニア (1998年7月4日・11日、TBSラジオ)　ゲスト出演
- ジャニーズJr. DOKIDOKIアフタースクール (2期以降)(1998年4月6日 -  1999年9月、ニッポン放送)
- ジャニーズJr.の月曜日 諜報機関ちゃぱら★Fight！ (1999年10月4日 - 2000年1月10日、文化放送)
- 西田征史の「ためになるラジオ」(2015年5月29日、FMヨコハマ) ゲスト出演

### WEB
- 舞台「AZUMI 幕末編」公演記念特別番組 (2015年9月6日、アメスタ)
- 「鬼ハソト 中ガウチ」インターネッツの波に乗る　第十夜 (2015年10月21日、ニコニコ生放送)
- 相葉裕樹の夜ふかし。(2015年11月8日、ニコニコ生放送)
- 生男ch 番外公開放送〜Silver Star, Silver Moon, Silver Snow〜 (2016年11月13日、ニコニコ生放送)
- 「ダンスカンタービレ」直前SP 公開放送 (2017年5月14日、＠新宿ロフトプラスワン、ニコニコ生放送)
- 「鬼ハソト 中ガウチ」インターネッツの波に乗る　第三十夜 (2017年7月31日、ニコニコ生放送)
- 生男ch 番外公開放送～DANCE OPERA「SWAN 2017」～ (2017年10月15日、ニコニコ生放送)
- DIAMOND☆DOGS『犬ドキッ！！』 (2017年10月18日、アメスタ)
- 「アクトカンタービレ scene1～Smoky Dog～」直前ＳＰ (2018年11月11日、ニコニコ生放送)
- 「溶けてゆく弟 ～phase0～」（2022年10月16日、YouTube配信開始）

## 主な振付参加作品
- 舞台 プリンス・オブ・ストライド[9]

※その他、特にクレジットされていなくても舞台等で振付を行ったことが出演者などから日常的に報告されている。

## 演出参加作品
- 舞台【紅葉鬼】（抱かれたい男1位に脅されています。劇中劇）[32]
- 舞台【紅葉鬼～童子奇譚～】（抱かれたい男1位に脅されています。劇中劇）[33]
- 舞台【紅葉鬼～酒呑奇譚～】（抱かれたい男1位に脅されています。劇中劇）[34]
- 舞台【「双牙～ソウガ」新炎】[35]
- 舞台【ちょっと今から仕事やめてくる】[36]

## 映像作品

### 出演舞台DVD
- Panelist Drive (2012年、トライフルエンターテインメント)
- 双牙〜ソウガ〜 (2012年、トライフルエンターテインメント)
- 7 -ナナ- (2013年、トリニティワークス)
- 双牙〜ソウガ〜零 (2013年、トライフルエンターテインメント)
- 双牙〜ソウガ〜再演 (2014年、トライフルエンターテインメント)
- 眠れない羊 (2015年、LAUSU×空想組曲、トップコート)
- AZUMI幕末編 (2015年、アール・ユー・ピー)
- 小さなお茶会。(2016年、空想組曲)
- 魔王ロス症候群 (2016年、トライフルエンターテインメント)
- トラベルモード (2016年、演劇集団イヌッコロ)
- パラサイト・パラダイス (2016年、劇団ワンツーワークス)
- HUNGRY〜伝説との距離〜 (2016年、劇団ホチキス)
- ハロー，イエスタデイ 再演 (2017年、トライフルエンターテインメント)
- 戦国御伽絵巻「ソロリ」〜妖刀村正の巻〜 (2017年、キティエンターテインメント)
- Silver Star, Silver Moon, Silver Snow (2017年6月、(株)ビスケ)
- ダンスカンタービレ ※特典映像のみ出演 (2017年)
- あちゃらか (2017年、劇団ホチキス)
- 戦国御伽絵巻「ヒデヨシ」 (2017年、キティエンターテインメント)
- DANCE OPERA『SWAN 2017』 (2018年)
- 舞台『ピッッツァ★』 (2018年、トライフルエンターテインメント)
- となりのホールスター (2018年、演劇集団イヌッコロ)
- あちゃらか2 (2018年、劇団ホチキス)
- スーパーノバ (2019年)
- ダンスカンタービレ (2019年)
- ヒューマンエラー (2019年、ピウスショップ)
- ドープアウト (2020年予定)
- 溶けてゆく弟/溶けてゆく弟 ～phase0～（2022年予定）

## CindyLOL
- 2015年6月に【LOL】（ロル）として、町田慎吾自らがデザイナー「Cindy」の名義で立ち上げたアクセサリーブランド。2015年6月26、27日の2日間、原宿で「DEBUT EXHIBITION」(初の受注会)を開催。受注会用の写真撮影では舞台で共演した谷口賢志、小野川晶、また交流のあるおねえタレントゆしん、などがポスターに登場。受注会当日の会場には町田本人の姿もあった[10]。
- 2015年9月に【CindyLOL】（シンディーロル）にブランド名とロゴを変更。初の受注会で発注したアクセサリーは【CindyLOL】のブランド名で届いた。
- 2015年10月、大阪・心斎橋にて二度目の受注会を開催。以降不定期にて受注会を開催している。